# Knooppunt Buren
Het Knooppunt Buren is een Nederlands verkeersknooppunt voor de aansluiting van de autosnelwegen A1 en A35, nabij Borne. Het is een omgekeerd trompetknooppunt. Over het gehele knooppunt loopt nog een extra viaduct voor de N742 Deldensestraat (Borne - Delden).
Dit knooppunt is geopend in 1986, na een gedeeltelijke sanering van de ter plaatse aanwezige voormalige vuilstort van de gemeente Borne. In 2005 werd het knooppunt iets veranderd en overzichtelijker gemaakt.
Het knooppunt is enigszins geïntegreerd met afrit 29 Borne-West. Er is namelijk geen verbinding vanaf Oldenzaal (A1) naar de aansluiting Borne-West. Dat is nauwelijks bezwaarlijk omdat verkeer vanaf Oldenzaal ook gebruik kan maken van afrit 30 tussen Borne en Hengelo.

## Richtingen knooppunt
| Aansluitende wegen                                | Aansluitende wegen                                   | Aansluitende wegen                             | Aansluitende wegen | Aansluitende wegen |
| ------------------------------------------------- | ---------------------------------------------------- | ---------------------------------------------- | ------------------ | ------------------ |
| richting Amersfoort / Amsterdam / Almelo / Zwolle |                                                      |                                                |                    |                    |
|                                                   |                                                      |                                                |                    |                    |
|                                                   | richting Borne / Hengelo / Oldenzaal / Osnabrück (D) |                                                |                    |                    |
|                                                   |                                                      |                                                |                    |                    |
|                                                   |                                                      | richting Hengelo-Zuid / Enschede / Münster (D) |                    |                    |

Almere · Amstel · Arnestein · Assen · Azelo · Badhoevedorp · Bankhoef · Batadorp · Beekbergen · Benelux · Beverwijk · Bodegraven ·  Boterdiep ·  Buren · Burgerveen · Coenplein · De Baars · De Hoek · De Hogt · De Nieuwe Meer · De Poel · De Punt · De Stok · Deil · Diemen · Drachten · Drie Klauwen · Eemnes · Ekkersweijer · Emmeloord · Empel · Euvelgunne · Everdingen · Ewijk · Galder · Gooimeer · Gorinchem · Gouwe · Grijsoord · Hattemerbroek · Heerenveen · Hellegatsplein · Het Vonderen · Hintham · Hoevelaken · Hofvliet · Holendrecht · Holsloot · Hoogeveen · Hooipolder · IJmuiden (niet officieel) · Joure · Julianaplein · Kerensheide · Kethelplein · Klaverpolder · Kleinpolderplein · Kooimeer · Kruisdonk · Kunderberg · Lankhorst · Leenderheide · Lunetten · Maanderbroek · Markiezaat · Muiderberg · Neerbosch · Noordhoek · Ommedijk · Oud-Dijk · Oudenrijn · Paalgraven · Princeville · Prins Clausplein · Raasdorp ·  Reitdiep ·  Ressen · Ridderkerk · Rijkevoort · Rijnsweerd · Rottepolderplein · Rozenburg · Sabina · Sint-Annabosch · Stelleplas · Slufter · Ten Esschen · Terbregseplein · Tiglia · Vaanplein · Valburg · Velperbroek · Velsen · Vlaardingen · Vught · Waterberg · Watergraafsmeer · Werpsterhoek · Westerlee · Ypenburg · Zaandam · Zaarderheiken · Zonzeel · Zoomland · Zuidbroek · Zurich

Geplande knooppunten:
De Liemers · Zestienhoven

Voormalige knooppunten:
Bocholtz · Ekkersrijt · Europaplein (Groningen) · Europaplein (Maastricht) · Lindenholt